# Roca (mitologia)

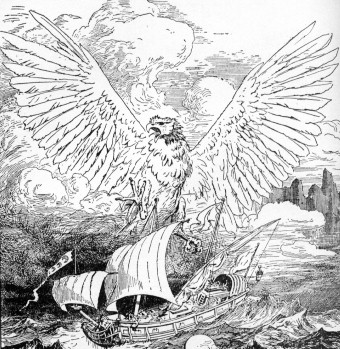
Uma Roca destrói o navio de Simbad, o marujo.

 O Roca é uma gigantesca ave mitologica.
Sua origem está na obra As Mil e uma Noites, onde narram-se as aventuras do marinheiro Simbad. No conto das aventuras do marinheiro, este vai ter a uma ilha onde é abandonado por seu navio. Ele então vê que o sol é coberto por uma sombra, e logo identifica ser o Roca que está pousando. A fim de sair dali, ele ata-se à pata da ave monstruosa com o seu turbante e ela de fato alça voo, carregando-o até chegarem a um vale em que o marinheiro corta o turbante e descobre ser um local habitado por gigantescas serpentes que, para fugir ao ataque das aves, abrigam-se ao dia e saem pela noite.